# Cachy
Cachy (picardisch: Cachin) ist eine nordfranzösische Gemeinde mit 285 Einwohnern (Stand 1. Januar 2022) im Département Somme in der Region Hauts-de-France. Die Gemeinde liegt im Arrondissement Amiens, sie ist Teil der Communauté de communes du Val de Somme und gehört zum Kanton Amiens-4.

## Geographie
Cachy liegt am Rand der Landschaft Santerre, rund sieben Kilometer östlich von Boves und sieben Kilometer südlich von Corbie. Die Gemeinde erstreckt sich im Norden über die Autoroute A29 und die frühere Route nationale 29 hinaus. An der D1029 liegt die Ruine des Schlosses von Bois-l’Abbé.

## Geschichte
In Cachy wurden Spuren einer gallo-römischen Villa aufgefunden. Die Herrschaft gehörte zur Abtei Corbie. 
Im Ersten Weltkrieg wurde die Gemeinde, bei der Panzerkämpfe stattfanden und in der ein Militärflugplatz lag, schwer verwüstet. Sie erhielt als Auszeichnung das Croix de guerre 1914–1918.

## Einwohner
| 1962 | 1968 | 1975 | 1982 | 1990 | 1999 | 2006 | 2010 |
| ---- | ---- | ---- | ---- | ---- | ---- | ---- | ---- |
| 120  | 121  | 110  | 157  | 166  | 227  | 249  | 251  |

## Verwaltung
Bürgermeister (maire) ist seit 2001 François Debeugny.	

## Sehenswürdigkeiten
- nach dem Ersten Weltkrieg wieder hergestellte Mariä-Himmelfahrts-Kirche aus dem 16. Jahrhundert
- Reste des Schlosses von Bois-l’Abbé
- Denkmal für die Soldaten 1870